# Родионов, Виталий Григорьевич
Виталий Григорьевич Родионов (род. 1947) — советский и российский учёный, доктор филологических наук (1993), профессор (1995).
Область научных интересов: стиховедение, литература и мифология народов Урало-Поволжья, фольклористика, литературная теория, этнография и антропология, тюркология и финно-угроведение. Автор свыше 300 научных трудов, в том числе более 50 монографий и учебных пособий.

## Биография
Родился 5 октября 1947 года в деревне Хора-Сирма Вурнарского района Чувашской АССР.

### Образование
Окончил Кольцовскую среднюю школу в 1966 году и Цивильское культпросветучилище в 1969 году. Затем в 1975 году окончил Чувашский государственный университет им. И. Н. Ульянова (специальность «Чувашский язык и литература»). По окончании вуза, с 1976 по 1979 год учился в аспирантуре при Институте мировой литературы им. А. М. Горького Академии наук СССР.
В 1979 году защитил кандидатскую диссертацию на тему «Чувашское стихосложение и пути его развития: дооктябрьский период»; в 1993 году — докторскую диссертацию на тему «Генезис и эволюция чувашского стиха».

### Деятельность
В 1966—1967 годах работал в Свердловске стропальщиком и токарем Уральского электроаппаратного завода («Уралэлектроаппарат»). В 1974—1975 годах работал методистом Республиканского научно-методического центра и литературным сотрудником Ибресинской районной газеты «Ҫӗнтерӳшӗн».
В 1976 году В. Г. Родионов был принят на работу в Научно-исследовательский институт языка, литературы, истории и экономики при Совете министров Чувашской АССР (ныне Чувашский государственный институт гуманитарных наук), где занимал должности младшего научного сотрудника (1976—1979), старшего научного сотрудника (1979—1987), заведующего отделом литературы и фольклора (1987—1994). С 1994 года работает заведующим кафедрой чувашского и сравнительного литературоведения, деканом факультета чувашской филологии и культуры Чувашского государственного университета им. И. Н. Ульянова. Подготовил 15 кандидатов и 3 докторов наук.
Член Ученого совета Чувашского государственного института гуманитарных наук (1987—1994), член Ученого совета Чувашского государственного университета им. И. Н. Ульянова (с 1998 года).
С 1995 года Виталий Родионов является членом Союза писателей России, использует псевдоним Сувар Эрдиван.

## Награды
- «Заслуженный деятель науки Чувашской Республики» (1997),
- «Заслуженный деятель науки Российской Федерации» (2010),
- «Заслуженный профессор Чувашского государственного университета им. И. Н. Ульянова» (2012).
- Лауреат Государственной премии Чувашской Республики в области гуманитарных наук (2018),
- Памятная медаль Памятная медаль «100-летие образования Чувашской автономной области» (2020).